# Mutabbal
El muttabal (en árabe: مُتَبَّل‎) es un plato tradicional de la cocina siriolibanesa, que consiste en berenjenas asadas y hechas puré, mezcladas con yogur colado y tahín, y aliñadas con aceite de oliva, sal y pimienta. A menudo se sirve con granos de granada. El muttabal es un mezze (aperitivo) que se acostumbra a comer con pan pita tipo shami, cumpliendo la función de un cubierto.
Una versión más sencilla es el baba ganush, que no lleva yogur ni tahín, es decir, solo la berenjena asada y condimentada.